# جاك روزنتال
جاك روزنتال (بالإنجليزية: Jack Rosenthal)‏ هو رئيس تحرير صحيفة وصحفي أمريكي، ولد في 30 يونيو 1935 في تل أبيب في إسرائيل، وتوفي في 23 أغسطس 2017 في مانهاتن في الولايات المتحدة بسبب سرطان البنكرياس.